# Nierenbeteiligung bei Sarkoidose
Die Sarkoidose ist eine Multisystemerkrankung unbekannter Ursache, die mit mikroskopisch kleinen Knötchen (Granulomen) einhergeht und alle Organsysteme betreffen kann. In den Granulomen finden sich im Gegensatz zur Tuberkulose keine abgestorbenen Zellen (nichtverkäsende Granulome). Der Häufigkeitsgipfel der Erkrankung liegt um das 40. Lebensjahr. Die Erkrankung verläuft chronisch mit Phasen wechselnder Aktivität und kann eine Dauerbehandlung mit Cortison erforderlich machen. Die Diagnose kann aber auch als Zufallsbefund bei einer Lungen-Röntgenuntersuchung gestellt werden.
Eine Beteiligung der Nieren bei einer Sarkoidose ist selten. Je nach Definition der Nierenbeteiligung (Hämaturie, Nephrokalzinose oder Niereninsuffizienz) sind 0,7–9,7 % der Erkrankten betroffen. Die Häufigkeit eines erhöhten Calciumspiegels im Blut (Hypercalcämie) wird mit 10–20 % angegeben, die Häufigkeit einer erhöhten Calciumausscheidung im Urin (Hypercalcurie) liegt bei ca. 50 %. Die Nierenbeteiligung kann auch erste und sogar einzige Manifestation einer Sarkoidose sein.
Häufigste Ursache einer Nierenschädigung bei Sarkoidose ist eine Verkalkung der Nieren (Nephrokalzinose). Seltenere Ursache sind eine knötchenbildende Entzündung des Bindegewebes der Nieren (granulomatöse interstitielle Nephritis), eine Entzündung der Nierenkörperchen (Glomerulonephritis) sowie eine Schädigung von Nierengefäßen, Nierenkanälchen oder ableitenden Harnwegen.

## Hypercalciämie und Hypercalciurie
Störungen des Calciumstoffwechsels bei Sarkoidose sind seit etwa 1930 bekannt. Normalerweise wird 25-Hydroxy-Vitamin D in der Niere durch 1α-Hydroxylase zu 1,25-Dihydroxy-Vitamin D hydroxyliert. Diese Hydroxylierung wird durch erhöhte Calciumspiegel gehemmt. Bei Patienten mit Sarkoidose sind Makrophagen (Zellen, welche die Granulome bilden) ebenfalls in der Lage, 1α-Hydroxylase zu bilden. Diese 1α-Hydroxylase wird nicht durch erhöhte Calciumspiegel gehemmt. Der fehlende negative Feedback führt zu einer erhöhten Calcium-Aufnahme über den Darm und zu einer vermehrten Calcium-Freisetzung aus dem Knochen. Der Calcium-Spiegel im Blut steigt (Hypercalciämie), es kommt zu einer vermehrten Calcium-Ausscheidung über die Nieren in den Urin (Hypercalciurie). Das Parathormon sinkt ab. Die Hypercalciämie führt zu einer Verminderung der Nierendurchblutung und zu einer Verkalkung der Nieren (Nephrokalzinose). Die Hypercalciurie begünstigt die Bildung von Nierensteinen.
Nierensteine treten bei etwa 10 % der Patienten mit Sarkoidose auf, zu einer Nephrokalzinose kommt es bei weniger als 5 % der Patienten. Die Nephrokalzinose ist die häufigste Ursache eines chronischen Nierenversagens bei Sarkoidose. Die Diagnose einer Nephrokalzinose wird durch Ultraschalluntersuchung oder Computertomographie gestellt. Allgemeinmaßnahmen der Behandlung sind reichliche Flüssigkeitsaufnahme, Verminderung der Zufuhr von Calcium und Vitamin D mit der Nahrung und Vermeidung von Ultraviolettstrahlung. Corticosteroide hemmen die 1α-Hydroxylase. Bereits innerhalb von einer Woche nach Beginn einer Behandlung mit Cortison können sich die Calciumspiegel in Blut und Urin normalisieren.

## Granulomatöse interstitielle Nephritis
In seltenen Fällen findet man eine knötchenbildende Entzündung des Bindegewebes in der Nierenrinde (granulomatöse interstitielle Nephritis). Diese kann sich im Auftreten von roten und weißen Blutkörperchen oder Eiweiß im Urin sowie in Nierenversagen äußern. In der Hälfte der Fälle sind im Blut erhöhte Spiegel des Angiotensin konvertierenden Enzyms nachweisbar. Die Diagnose wird durch Nierenpunktion (Nierenbiopsie) und feingewebliche Untersuchung des gewonnenen Nierengewebes gestellt. Die Erkrankung spricht im Allgemeinen innerhalb weniger Tage auf eine Behandlung mit Corticosteroiden an. Die Nierenfunktion normalisiert sich durch die Behandlung meist aber nicht vollständig, so dass häufig ein chronischer Nierenschaden zurückbleibt.

## Andere Manifestationen der renalen Sarkoidose
Störungen der tubulären Funktion:
Die Hypercalciämie kann die Funktion der Nierenkanälchen stören. Dies führt zu einer verminderten Konzentrationsfähigkeit der Niere mit vermehrter Urinausscheidung (Diabetes insipidus renalis) sowie zum Verlust von Glukose, Aminosäuren und Phosphat in den Urin (Fanconi-Syndrom). Volumenmangel durch Flüssigkeitsverlust kann zu einem zu hohen pH-Wert des Blutes (Kontraktions-Alkalose) führen, es ist aber auch eine Übersäuerung des Blutes im Rahmen des Fanconi-Syndroms möglich.
Glomeruläre Erkrankungen:
Erkrankungen der Nierenkörperchen sind bei Sarkoidose selten. Am häufigsten wurde bisher die membranöse Glomerulonephritis beschrieben.
In seltenen Fällen kann die granulomatöse Entzündung zu einer Verengung von Nierenarterien und ableitenden Harnwegen führen.